# Kazimierz Karabasz
Kazimierz Karabasz (* 6. Mai 1930 in Bydgoszcz; † 11. August 2018 in Warschau) war ein polnischer Dokumentarfilmer; er gilt als Klassiker des polnischen Nachkriegs-Dokumentarfilms („Czarna Seria“). Er war Mitglied der Akademie der Künste Berlin und Lehrer des jungen Krzysztof Kieślowski, mit dem er auch nach Ende dessen Ausbildung zusammenarbeitete und dessen Arbeit er maßgeblich beeinflusste.
Die "Karabasz-Schule" – eine informelle ästhetische Doktrin, die in den 60er Jahren ihren Höhepunkt erreichte – betonte eine Askese der Realisation: Der Dokumentarist soll jede Inszenierung vermeiden, das eigene Eingreifen in die Wirklichkeit auf ein Mindestmaß reduzieren und als Hauptpersonen möglichst gewöhnliche, kaum auffallende Menschen wählen. Erst ein sensibler Blick des Dokumentaristen – und die Konstruktion des Films – sollen aus ihnen ungewöhnliche, kennenlernwürdige Gestalten machen.

## Werdegang
1956 absolvierte Karabasz die Filmhochschule Łódź (Państwową Wyższą Szkołę Filmową Telewysyjna i Teatralna im. Leona Schillera). Seit dieser Zeit arbeitet er als Dokumentarfilmer in den Dokumentarfilmstudios (Wytwórni Filmów Dokumentalnych) in Warschau. Zuletzt realisierte er Filme für das Filmstudio Kronika. Er war Professor der Filmhochschule in Łódź und Autor von über 30 Dokumentarfilmen unterschiedlicher Länge und mehrerer dem Dokumentarfilm gewidmeter Bücher.

## Filmographie (eine Auswahl)
- 1960 – Ludzie w drodze
- 1961 – Die Musikanten
- 1968 – Das Jahr des Frank W. (= Franciszek Wrobel)
- 1973 – Krystyna M.
- 1997 – Portret w kropli (autobiografischer Dokumentarfilm)

## Werke (Bücher)
- Das geduldige Auge (Cierpliwe oko, Warschau 1979)
- Ohne Fiktion (Bez fikcji, Warschau 1985)
- Odczytać czas, Łódź 1999

## Auszeichnungen
- 1969 – Bester Dokumentarfilm Internationale Kurzfilmtage Oberhausen für Das Jahr des Frank W.